# Christian Bahmann
Christian Bahmann (Plauen, 22 de julio de 1981) es un deportista alemán que compitió en piragüismo en la modalidad de eslalon. Ganó dos medallas de oro en el Campeonato Mundial de Piragüismo en Eslalon de 2005, en las pruebas de C2 individual y C2 por equipos, y dos medallas en el Campeonato Europeo de Piragüismo en Eslalon, plata en 2005 y bronce en 2008.

## Palmarés internacional
| Campeonato Mundial | Campeonato Mundial  | Campeonato Mundial | Campeonato Mundial |
| Año                | Lugar               | Medalla            | Competición        |
| ------------------ | ------------------- | ------------------ | ------------------ |
| 2005               | Penrith (Australia) | Medalla de oro     | C2 individual      |
| 2005               | Penrith (Australia) | Medalla de oro     | C2 por equipos     |
| Campeonato Europeo |                     |                    |                    |
| Año                | Lugar               | Medalla            | Competición        |
| 2005               | Tacen (Eslovenia)   | Medalla de plata   | C2 por equipos     |
| 2008               | Cracovia (Polonia)  | Medalla de bronce  | C1 por equipos     |